# Ferencz Simon
Ferencz Simon (Kolozsvár, 1895. május 10. – Budapest, 1962. január 9.) politikus, a magyar és nemzetközi munkásmozgalom harcosa, volt spanyolországi önkéntes.

## Életpályája
1911-től a Szabó Ervin-csoport, majd a Sugár Tivadar és Duczyńska Ilona antimilitarista csoport tagja volt. 1918 decemberétől a KMP tagja volt. A Tanácsköztársaság bukása (1919) után Romániában vett részt a munkásmozgalomban. 1930-ban Ausztriában, majd Franciaországban tevékenykedett a kommunista pártban. 1936-tól Spanyolországban a Nemzetközi Brigádokban harcolt, ahol súlyosan megsebesült. 1938-ban visszatért Párizsba, majd 1939-ben a Szovjetunióba került. 1946-ban tért vissza Magyarországra. A Budapesti Pártbizottság osztályvezetője, majd az egyik külkereskedelmi kirendeltség vezetője volt, utána az ENSZ Gazdasági Bizottságában (Genf) a magyar kormány megbízottjaként dolgozott. 1957 májusától nyugdíjba vonulásáig a Magyar Rádió, ezután az MSZMP KB Régi Párttagokkal Foglalkozó Bizottságának társadalmi munkatársa volt.

## Családja
Szülei: Ferencz Jenő és Farkas Dóra voltak. 1953-ban, Budapesten házasságot kötött Hajnal Edittel.

## Díjai
- A Magyar Érdemrend lovagkeresztje (1922) (1949)[4]
- Munka Érdemrend (1955)[4]